# Nîjnea Lîpîțea, Rohatîn
Nîjnea Lîpîțea (în ucraineană Нижня Липиця) este o comună în raionul Rohatîn, regiunea Ivano-Frankivsk, Ucraina, formată numai din satul de reședință.

## Demografie
Componența lingvistică a comunei Nîjnea Lîpîțea
     Ucraineană (99,86%)
     Alte limbi (0,14%)
Conform recensământului din 2001, majoritatea populației comunei Nîjnea Lîpîțea era vorbitoare de ucraineană (99,86%), existând în minoritate și vorbitori de alte limbi.